# Estação Estrela
Estrela é uma estação do Metropolitano de Lisboa em construção. Situa-se no concelho de Lisboa, em Portugal, entre as estações Rato, atualmente da Linha Amarela, e Santos, igualmente em construção. Prevê-se a sua inauguração no segundo trimestre de 2026 em conjunto com a estação Santos, no âmbito do fecho do anel da Linha Verde.

## Descrição
Esta estação estará localizada a 54 m de profundidade, sob o Hospital Militar Principal de Lisboa, junto ao cruzamento da Calçada da Estrela com a Rua João de Deus. À semelhança das mais recentes estações do Metropolitano de Lisboa, estará equipada para poder servir passageiros com deficiências motoras, contando com vários elevadores e escadas rolantes que facilitam o acesso às plataformas.
Devido à sua elevada profundidade, a estação irá contar com seis elevadores de alta velocidade e alta capacidade que permitirão o acesso do átrio até às plataformas.

## Acessos
Esta estação contará com um único acesso, pelo edifício da antiga farmácia do Hospital Militar Principal de Lisboa, no interior do qual irão existir escadas mecânicas assim como escadas pedonais e um elevador.